# Nerilla antennata
Nerilla antennata é uma espécie de anelídeo pertencente à família Nerillidae.
A autoridade científica da espécie é Schmidt, tendo sido descrita no ano de 1848.
Trata-se de uma espécie presente no território português, incluindo a sua zona económica exclusiva.